# Director de prisión

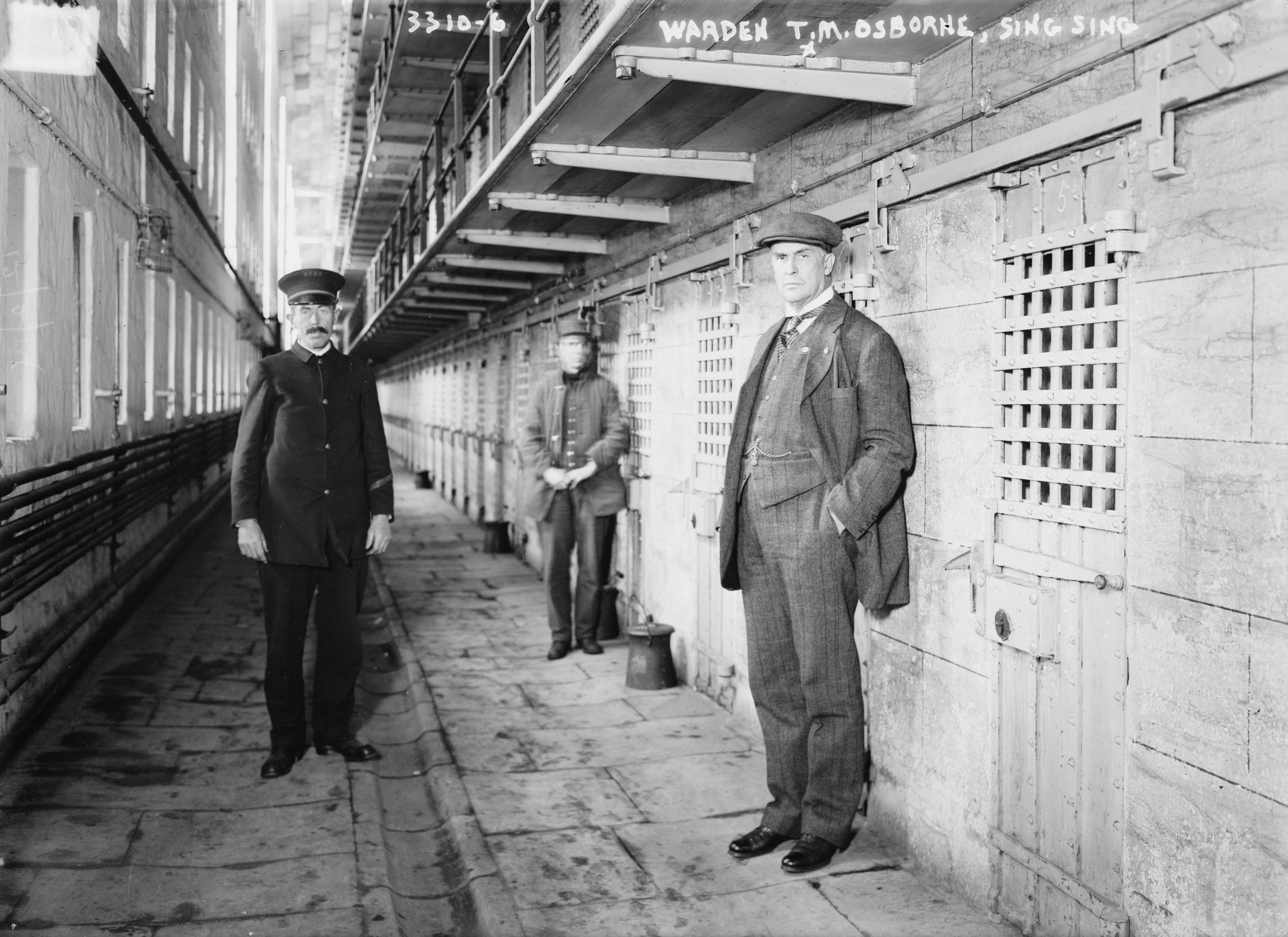
Thomas Mott Osborne, director de la prisión Sing Sing con dos de sus carceleros.

El director de prisión o director es el funcionario que está a cargo de la administración de una prisión, siendo el máximo responsable encargado de dirigir, coordinar y supervisar la ejecución de las directrices relativas al manejo de un centro penitenciario.

## Deberes del director de prisión
El director de una prisión supervisa todas las operaciones dentro de la misma. Las cárceles varían en tamaño y algunas albergan a miles de reclusos. Son responsables de la seguridad de la prisión, el desempeño del personal (incluidos funcionarios de prisiones, médicos de prisiones, conserjes, cocineros y otros), la gestión de sus fondos, el mantenimiento de sus instalaciones y el bienestar de sus reclusos. En la práctica, la gestión diaria de la seguridad suele delegarse en el jefe de seguridad, que será un asistente o un subordinado del director del centro penitenciario.
El trabajo habitual de un director va desde la supervisión de la seguridad, realización de inspecciones, llevar a cabo procedimientos disciplinarios, redactar informes, gestionar las admisiones a actuar como enlace con otro personal profesional que visita la prisión, como el personal médico, agentes de libertad condicional y trabajadores sociales. Los directores son a veces miembros de una junta de libertad condicional . También podrán capacitar al personal para trabajar en el servicio penitenciario.
La naturaleza del trabajo dependerá del tamaño y tipo de la prisión. También, del nivel de seguridad que necesita una prisión, el cual varía desde prisiones abiertas a prisiones de máxima seguridad o de alta seguridad .

## Habilidades e intereses
Los directores de prisiones deberían:
- Ser capaz de trabajar en equipo con una gran variedad de personas.
- Tener buenas habilidades de comunicación escrita y hablada.
- Preocuparse por el bienestar de los presos y ser comprensivo con sus problemas.
- Tener confianza en sí mismo y ser capaz de liderar tanto al personal como a los reclusos.
- Ser capaz de afrontar la presión y mantener la disciplina.
- Ser capaz de manejar situaciones difíciles y emergencias, como la violencia de las pandillas carcelarias .

## Por región

### Asia del Sur
Las cárceles de la India, Pakistán, Bangladesh y Sri Lanka están administradas por el servicio penitenciario provincial. Cada cárcel o prisión está administrada por un superintendente . El título preciso varía según la prisión y el estado. Un superintendente suele contar con la asistencia de un superintendente adjunto y uno o más asistentes.

### Reino Unido
Actualmente existen 139 prisiones operativas en Inglaterra y Gales, 16 en Escocia y tres en Irlanda del Norte. Hay tres servicios penitenciarios separados que cubren Inglaterra y Gales, Escocia e Irlanda del Norte . Al administrador de una prisión se le conoce como gobernador de prisión . La excepción son varias prisiones privadas o subcontratadas que son administradas por un director . El director está asistido por un interventor, designado por el Ministerio de Justicia .
El ingreso y la capacitación varían entre estos servicios. Los futuros gobernadores tendrían que pasar pruebas médicas, de visión y de aptitud física, y deberían ser ciudadanos del Reino Unido o de la UE y estar preparados para reubicarse si fuera necesario. Cada una de las empresas que gestionan establecimientos penitenciarios privados tiene sus propios requisitos de ingreso y métodos de contratación. La contratación a puestos de gobernador es competitivo, sea cual sea la ruta. En Inglaterra y Gales, las vacantes para graduados se anuncian cada año (generalmente en octubre) en la prensa nacional. Tanto en la prensa escocesa como en la nacional se anuncian oportunidades de entrada directa a Escocia.
En Inglaterra y Gales existen dos vías principales para ser un gobernador de prisión. La primera es que el personal existente ascienda de rango (desde ser funcionario de prisiones, por ejemplo, o pasar de otras funciones gerenciales). La segunda ruta es a través del Plan de Desarrollo Intensivo del Servicio Penitenciario (IDS). Esta ruta solo está abierta a quienes tengan títulos universitarios, con preferencia por candidatos con experiencia relevante en las fuerzas armadas o la policía. El límite de edad superior para el ingreso del gobernador de prisión es 57 años. Con este esquema es posible llegar a la alta dirección en menos de cinco años en lugar del promedio habitual de veinte años.
Por su lado en Escocia, hay dos formas de ser un director de prisión, lo cual se logra, ya sea mediante ascenso desde las filas de funcionarios de prisiones o mediante ingreso directo. Los solicitantes de ingreso directo generalmente necesitan un título y una experiencia gerencial sustancial.

## Director asociado
El director asociado es el nombre de un director interino en los EE. UU. que dirigiría la prisión durante la ausencia del director real. 